# Blossoms
Die Blossoms sind eine englische Rockband aus Stockport.

## Bandgeschichte
Die Blossoms begannen 2013 als Schülerband in Stockport im Großraum von Manchester. Die Jugendfreunde Tom Ogden, Sänger und Gitarrist, und Joe Donovan am Schlagzeug hoben die Band aus der Taufe, dazu kam Bassist Charlie Salt, mit dem sie zuvor schon in einer anderen Band gewesen waren. Gitarrist Josh Dewhurst und Keyboarder Myles Kellock vervollständigten die Besetzung. Die Band benannten sie nach einem Pub in der Nachbarschaft. Beeinflusst wurden sie von Oasis und den Arctic Monkeys sowie der Popmusik der 1980er Jahre, obwohl die Mitglieder zwischen Jahrgang 1991 und 1997 sind. Bereits ein Jahr später machten sie ihre ersten Veröffentlichungen mit der Single You Pulled a Gun on Me und der EP Bloom. Sie unterschrieben beim Label Virgin EMI und ließen weitere EP- und Singleveröffentlichungen folgen, mit der sie ihre Bekanntheit steigerten. Bei der BBC-Prognose Sound of 2016, wer im folgenden Jahr den Durchbruch schaffen wird, kamen sie auf Platz 4.
Im Februar 2016 folgte die EP At Most a Kiss, die einen offensiveren musikalischen Stil mit Synthesizer für das Debütalbum vorgab. Ein halbes Jahr später erschien die LP Blossoms und stieg auf Platz 1 der britischen Charts ein. Noch im selben Jahr folgte eine erweiterte Albumversion mit zehn neuen Songs, die das Album erneut in die Charts brachte. Bei den MTV Europe Music Awards 2016 erhielten sie eine Nominierung als Best Push-Act und bei den BRIT Awards waren sie Anfang 2017 als British Breakthrough Act nominiert.

## Diskografie
Alben
- 2016: Blossoms
- 2016: Blossoms: Extended Edition
- 2018: Cool Like You
- 2020: Foolish Loving Spaces
- 2024: Gary

EPs
- 2014: Bloom
- 2015: Blown Rose
- 2015: Charlemagne
- 2016: At Most a Kiss

Lieder
- 2014: You Pulled a Gun on Me
- 2014: Blow
- 2015: Cut Me and I’ll Bleed
- 2015: Blown Rose
- 2015: Charlemagne
- 2016: At Most a Kiss
- 2016: Getaway (UK: Silber)
- 2016: My Favourite Room
- 2016: Honey Sweet (UK: Gold)
- 2017: This Moment (mit Chase & Status)
- 2018: I Can’t Stand It
- 2018: There’s a Reason Why (I Never Returned Your Calls)
- 2018: How Long Will This Last?
- 2019: I’ve Seen the Future
- 2019: Your Girlfriend